# Чжун Чэньлэ
Чжун Чэньлэ (кит. упр. 钟辰乐, пиньинь Zhōng Chénlè; род. 22 ноября 2001 года) — китайский певец, автор песен и актер. Является участником южнокорейского бой-бенда NCT и его третьего юнита NCT Dream.
Ченлэ начал свою карьеру как детский певец, выступая на различных концертах и телешоу в Китае и за рубежом. В 9 лет он стал самым молодым певцом в мире, которого пригласили петь в Золотом зале Вены с сольным выступлением. К 14 годам Ченлэ выпустил три сольных альбома и провёл один сольный концерт в Китае. В 2016 году Ченлэприсоединился к южнокорейской мужской группе NCT, дебютировав в третьем юните NCT Dream.

## Биография
Чжун Чэньлэ родился 22 ноября 2001 года в Шанхае (КНР), в семье предпринимателей. Дедушка Чэньлэ входит в 20-ку самых влиятельных бизнесменов Шанхая. Он учился в Пекинской школе современной музыки. В 2006 году он поступил на небольшую телевизионную станцию Shanghai Ying Siu Sing School и посещал уроки танцев. В 2008 году он был принят в шанхайскую труппу Little Flute Art и изучал вокальную музыку с Хуан Цзин.

## Карьера

### 2009—2015: Сольная карьера
В 2009 году Чэньлэ принял участие в детском канале Hajj, проводимом Yueyue Elf Vs Season Trial, и выиграл приз, заняв второе место, и премию Elf Genie Award.
В 2010 году он принял участие в национальном отборе молодых китайских талантов и завоевал вокальную группу золотой медалью. 16 июня 2011 года, в роли главной актрисы Сяо Цзябинь, присутствовавшей на второй церемонии открытия Недели музыки Nie Er (Shanghai Grand Theater), Чэньлэ заставил тысячи зрителей спеть гимн страны.
В июле 2011 года вышел его второй сольный альбом My Wings с 12 песнями. 31 июля 2011 года Чэньлэ принял участие в церемонии открытия Шанхайского международного фестиваля детского творчества на Большой сцене в Шанхае, а также в церемонии закрытия Шанхайского международного фестиваля детского творчества в Шанхайском международном конференц-центре 4 августа 2011 года.
Чжун Чэньлэ начал свою профессиональную карьеру в качестве певца после участия в таких конкурсах, как «Got Talent» в Китае. Он выпустил 3 альбома. Он делал каверы и загружал их на YouTube. Многие из его обложек принадлежат бывшей детской звезде Declan Galbraith. В январе 2011 года Чжун был приглашен исполнить песню из мюзикла Эндрю Ллойда Уэббера «Кошки» в Золотом зале Вены. Он является частью Всемирной организации детских послов мира со штаб-квартирой в Вашингтоне (округ Колумбия, США), основанной и возглавляемой пианистом, автором песен и продюсером Ezekiel Elkin, представляющим Китай в качестве молодого культурного дипломата во всем мире. Он был китайским послом на Музыкальном саммите, международном мультикультурном шоу, созданном Элкином, которое состоялось в Буэнос-Айресе в августе 2014 года, где он исполнил «Романс Дракона», песню, которую Элкин написал специально для него.
В декабре 2012 года Чэньлэ принял участие в первом пленарном заседании шанхайского района Хуанпу, и избрал главой района благодаря большинству голосов. Его первые известные второстепенные роли были в 2013 году, когда ему было 11 лет, его сняли в китайской драме «The Queen of SOP 2.».
В 2013 году Чэньлэ вместе с двумя юными китайскими исполнителями спел «You raise me up» на Международном детском концерте, прошедшем в Китае. На этом же концерте он познакомился с Пак Джисоном, его будущим согруппником в NCT Dream. В 2014 году Чэньлэ провел сольный концерт в концертном зале Шанхая.

### 2016 — настоящее время: дебют сNCT
В августе 2016 года он начал заниматься деятельностью в Южной Корее, дебютировав в юните NCT Dream, состоящем из подростков. Он является одним из двух членов во всей группе вместе с Хуан Жэньцзюнем (другим китайским участником NCT Dream), который не был представлен как часть SM Rookies до дебюта группы. Он дебютировал в NCT только после 4 месяцев обучения.
30 апреля 2020 года Чэньлэ окончил Пекинскую академию современной музыки, об этом было объявлено через официальный сайт академии. Чэньлэ вместе с коллегой по группе Ренджуном официально окончили академию с классом 2020 года.
Чэньлэ был главным диджеем радио-шоу Yuedong Seoul в период с 12 октября 2020 года по 9 сентября 2021 года. Шоу выходило в эфир ежедневно с 9 до 10 вечера по восточному времени.
В феврале 2021 года Чэньлэ участвовал в песне IMLAY «Too Good».

## Дискография

### Альбомы
- Tomorrow (2010)
- My Wings (2011)
- You Are There (2014)